# Arquitectura amerindia
La arquitectura amerindia es la arquitectura de los pueblos indígenas de América, tanto antes como después de la colonización europea. Los estilos arquitectónicos de las Américas son increíblemente diversos. Al igual que los países de Europa, Asia y África, cada nación amerindia tiene una larga y rica historia de innovación y estilos arquitectónicos. Estos estilos van desde las grandes pirámides de Mesoamérica hasta las grandes metrópolis urbanas de las culturas del misisipiana y el Chaco.
Durante la colonización europea, muchas de las grandes ciudades de América fueron destruidas y los pueblos amerindios sufrieron un gran genocidio y una opresión social extrema. Solo en las últimas décadas se ha permitido a los arquitectos amerindios asistir a universidades de arquitectura y completar su formación. En la actualidad, los arquitectos amerindios de países como Canadá, Estados Unidos y Bolivia están diseñando edificios que reflejan la larga historia y las ricas prácticas arquitectónicas de su pueblo.

## América del Norte precolombina

### Misisipi

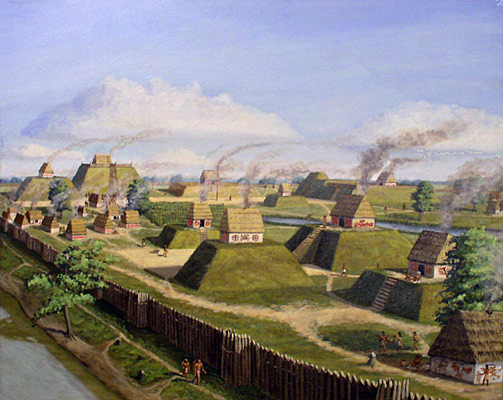
La cultura Misisipi era una cultura nativa americana que floreció en los Estados Unidos actuales antes de la llegada de los europeos.

La cultura Misisipi surgió con el cultivo de plantas Norteamericanos como el maíz y habas llevando al crecimiento de la población. El aumento de la densidad de población dio lugar a centros urbanos y señoríos regionales, de los cuales el más importante fue el asentamiento conocido como Cahokia, en el actual Illinois. Sociedades estratificadas se desarrollaron con hereditarias élites religiosas y políticas, floreciendo en que hoy es el Medio Oeste, Este y Sureste de los Estados Unidos desde 800 d. C. al 1500 d. C.
Los principios históricos de los Creek fueron probablemente descendientes de la Cultura de los Montículos en la cultura Misisipi alrededor del río Tennessee en la moderna Tennessee, Georgia y Alabama. Es posible que hubieran estado relacionados con los Utinahica del sur de Georgia. En el momento que los españoles hicieron sus primeras incursiones hacia el interior desde las costas del Golfo de México, muchas ciudades del Misisipi estaban ya en declive o abandonadas. La región fue descrita mejor como un conjunto de señoríos indígenas de un tamaño moderado (como el señorío Coosa en el río Coosa) intercaladas con pueblos completamente autónomos y grupos tribales. El final de la cultura Misisipi es lo que se encontraron los primeros exploradores españoles, comenzando el 2 de abril de 1513, con la llegada a Florida de Juan Ponce de León y en 1526 con la expedición de Lucas Vázquez de Ayllón en Carolina del Sur. with notable exceptions being Natchez communities. These maintained Mississippian cultural practices into the 18th century.

"Ciudades
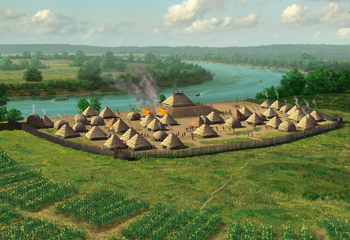
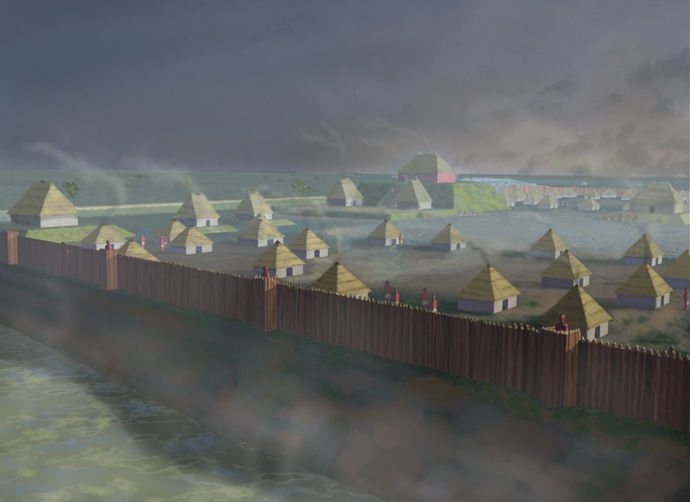
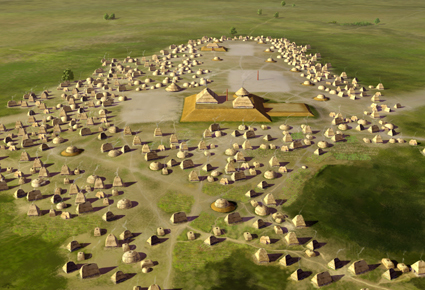

- Ciudades de la cultura de Mississippi

### Chaco
Pueblo Bonito fue un antiguo complejo habitacional que albergó a los antiguos indios pueblo, portadores de la cultura anasazi. Pueblo Bonito es la estructura más grande conocida en el Cañón del Chaco (Chaco Culture National Historical Park), en la parte norte de Nuevo México. Esta estructura fue ocupada entre 828 a 1126. El nombre le fue dado por los exploradores españoles al ver la magnificencia de sus ruinas, aunque el nombre original no se sabe.

"Arquitectura
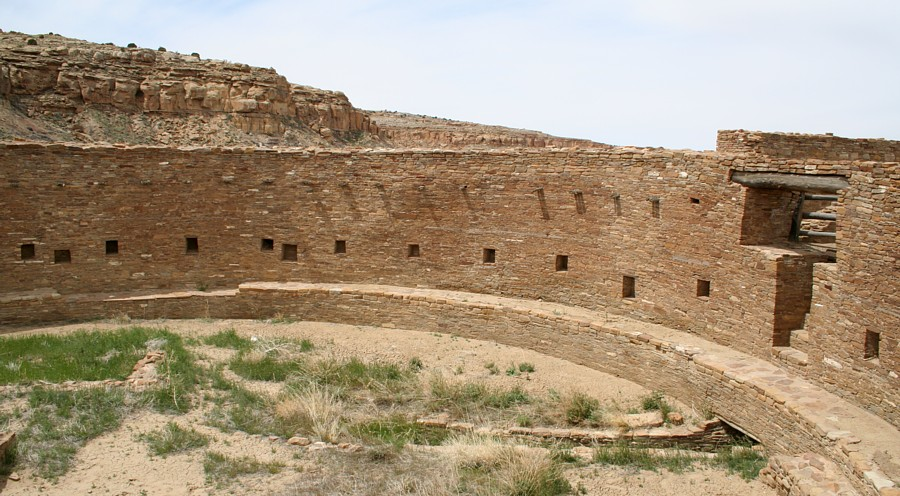
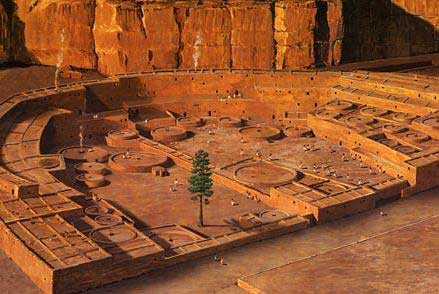
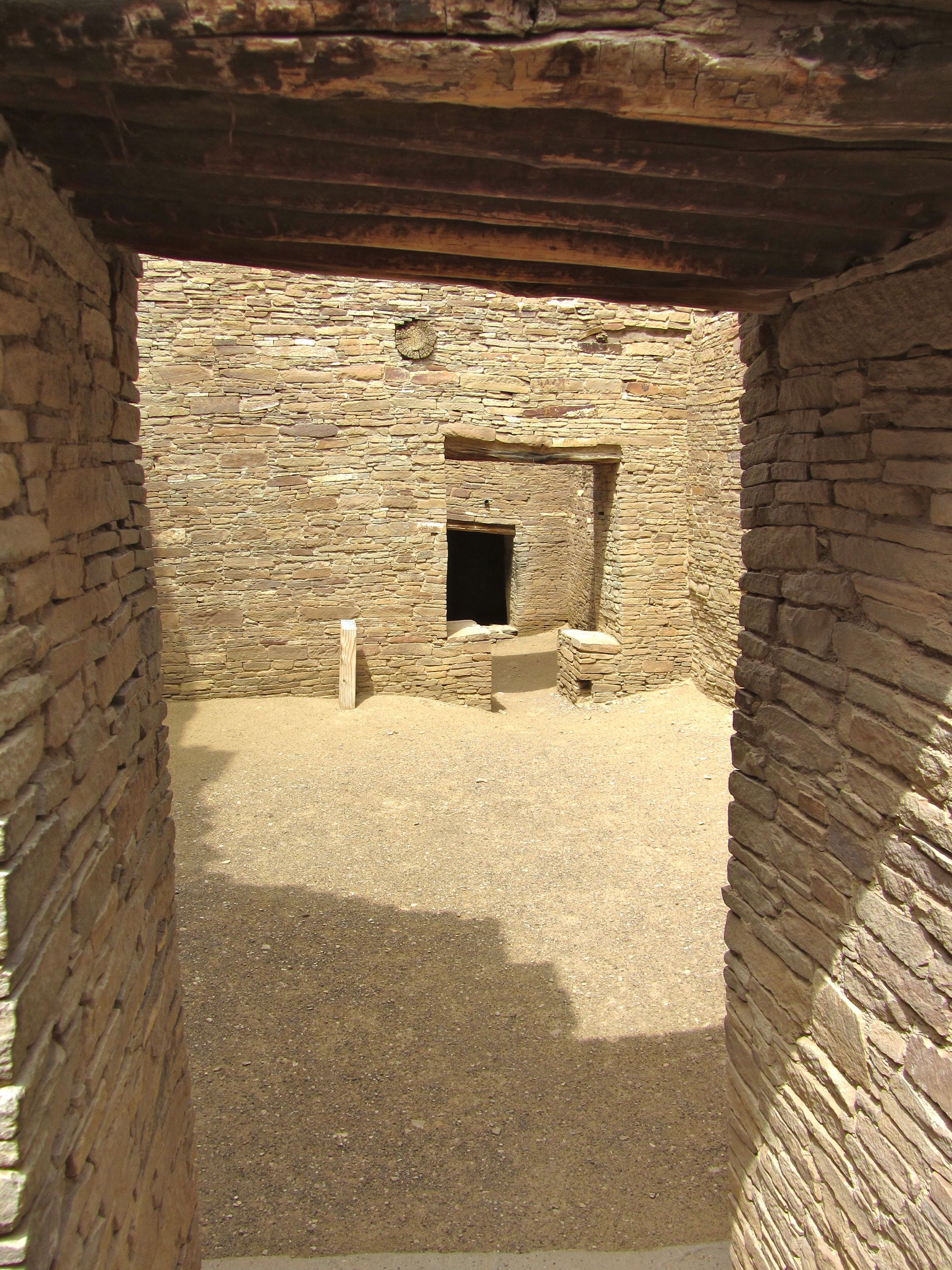

- Arquitectura de la Cultura Chaco

## Mesoamérica
Arquitectura mesoamericana es el conjunto de  arquitectura tradiciones producidas por precolombinas culturas y civilizaciones de Mesoamérica, tradiciones que son más conocidas en forma de público, edificios y estructuras monumentales ceremoniales y urbanas. Las características distintivas de la arquitectura mesoamericana abarcan varios estilos regionales e históricos diferentes, que sin embargo están significativamente interrelacionados. Estos estilos se desarrollaron a lo largo de las diferentes fases de la  historia mesoamericana como resultado del intenso intercambio cultural entre las diferentes culturas del área de la cultura mesoamericana a lo largo de miles de años. La arquitectura mesoamericana se destaca principalmente por sus  pirámides, que son las estructuras más grandes fuera del Antiguo Egipto.
- Las Grandes Pirámides de Mesoamérica

"Las
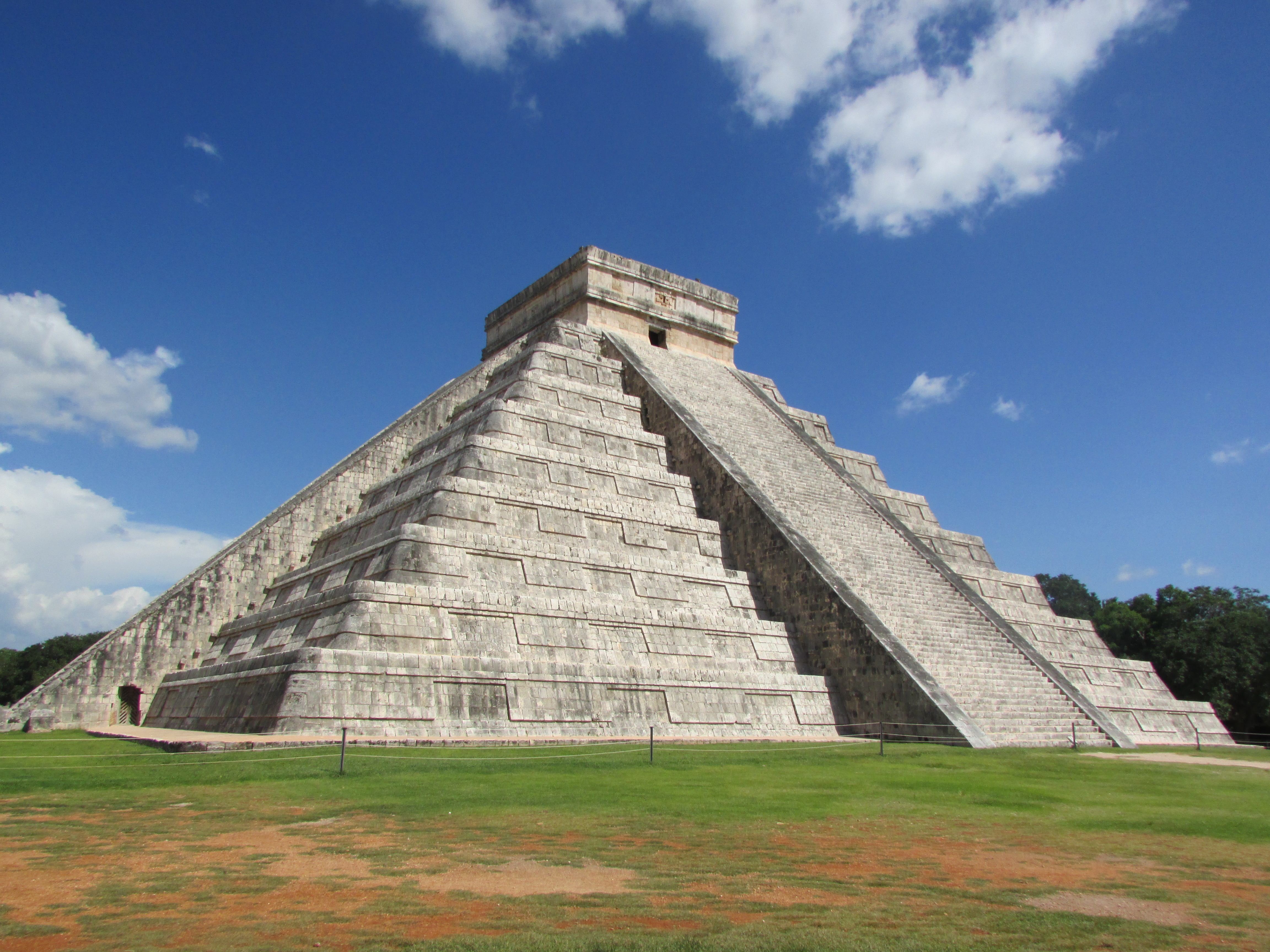
El Castillo, Chichén Itzá.
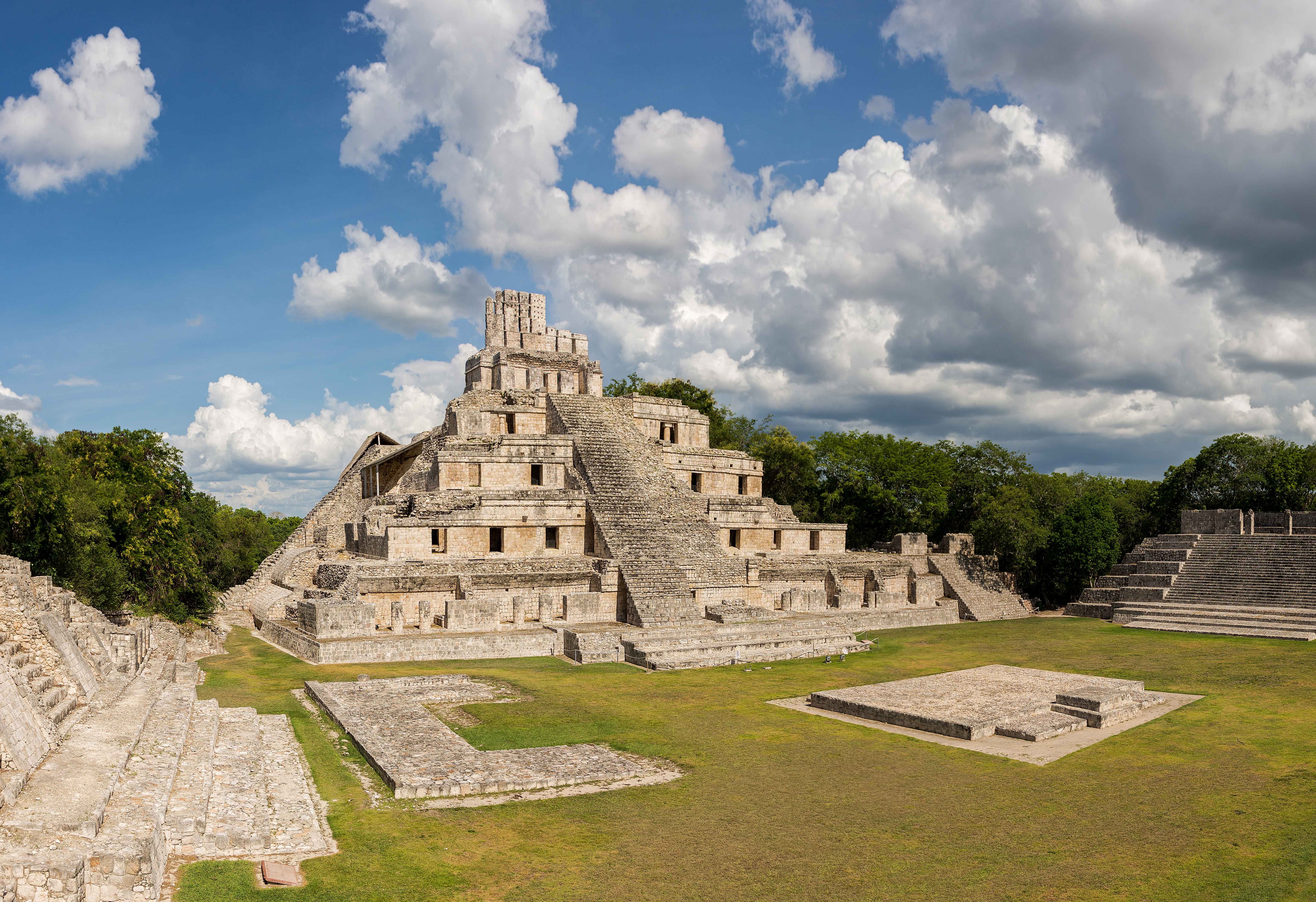
Edzna.
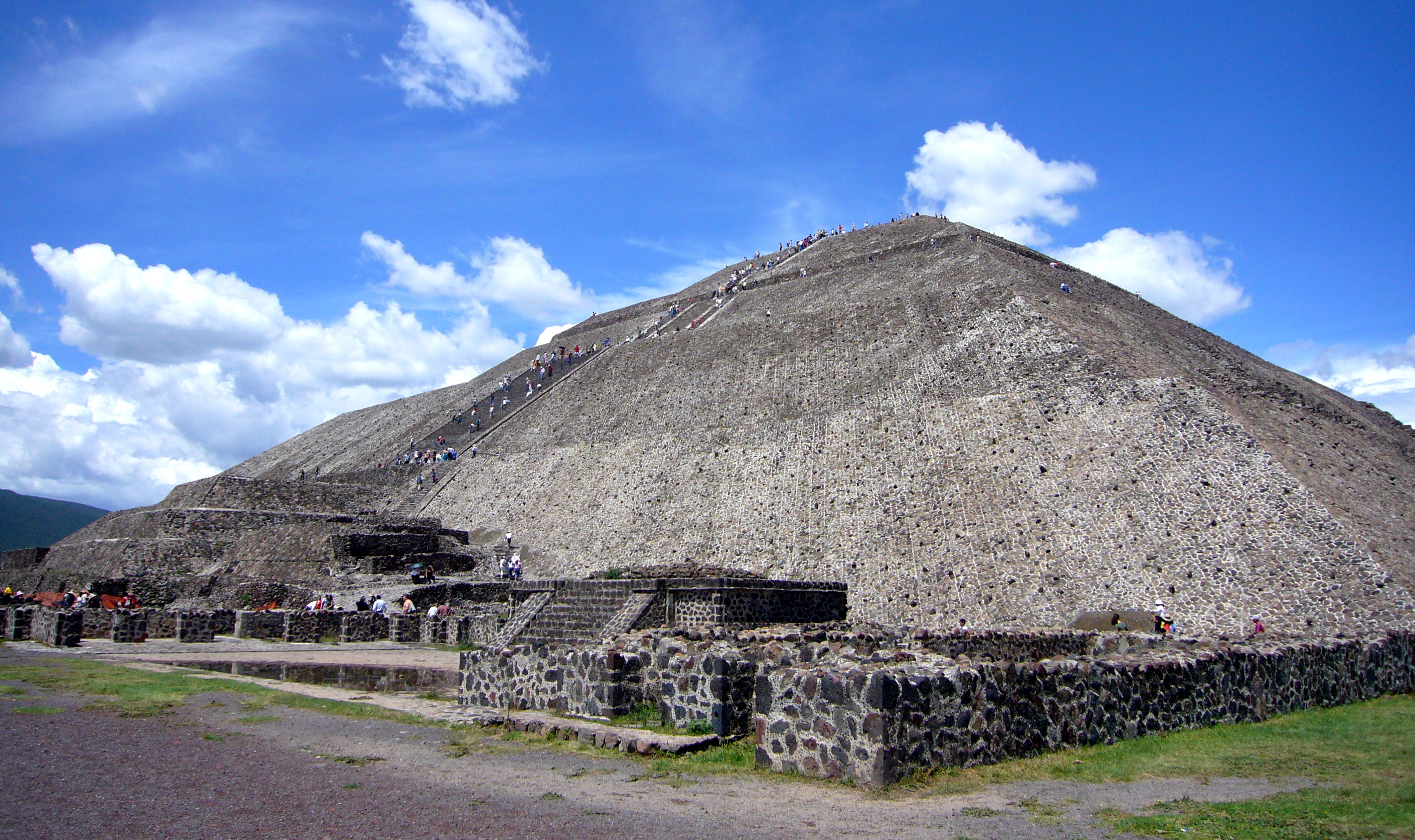
Teotihuacan.

## Contemporáneo
Según la Universidad de Nebraska:

A finales de la década de 1960 y principios de la de 1970, los nativos americanos y los primeros pueblos canadienses comenzaron a considerar formas en las que sus expresiones culturales podrían ayudarlos a superar las dificultades en su vida privada y comunitaria. Se pusieron en servicio el avivamiento del idioma, la renovación religiosa y otras tradiciones recordadas. Las subvenciones para el desarrollo económico permitieron utilizar la comercialización del patrimonio para generar empleo en reservas necesitadas de empleo. Una mayor conciencia pública de las injusticias sociales pasadas y un nuevo énfasis en la identidad de grupo en lugar de la ideología del "crisol de culturas" creó un contexto favorable para los esfuerzos por hacer que la arquitectura, como escenario de vida, sea más relevante para las tradiciones de los usuarios nativos americanos. No todos los grupos de nativos americanos están creando una arquitectura moderna específicamente nativa americana, pero muchos lo están haciendo, y en cantidades cada vez mayores.
Enciclopedia de las Grandes Llanuras

- Arquitectura amerindia contemporánea

"Arquitectura
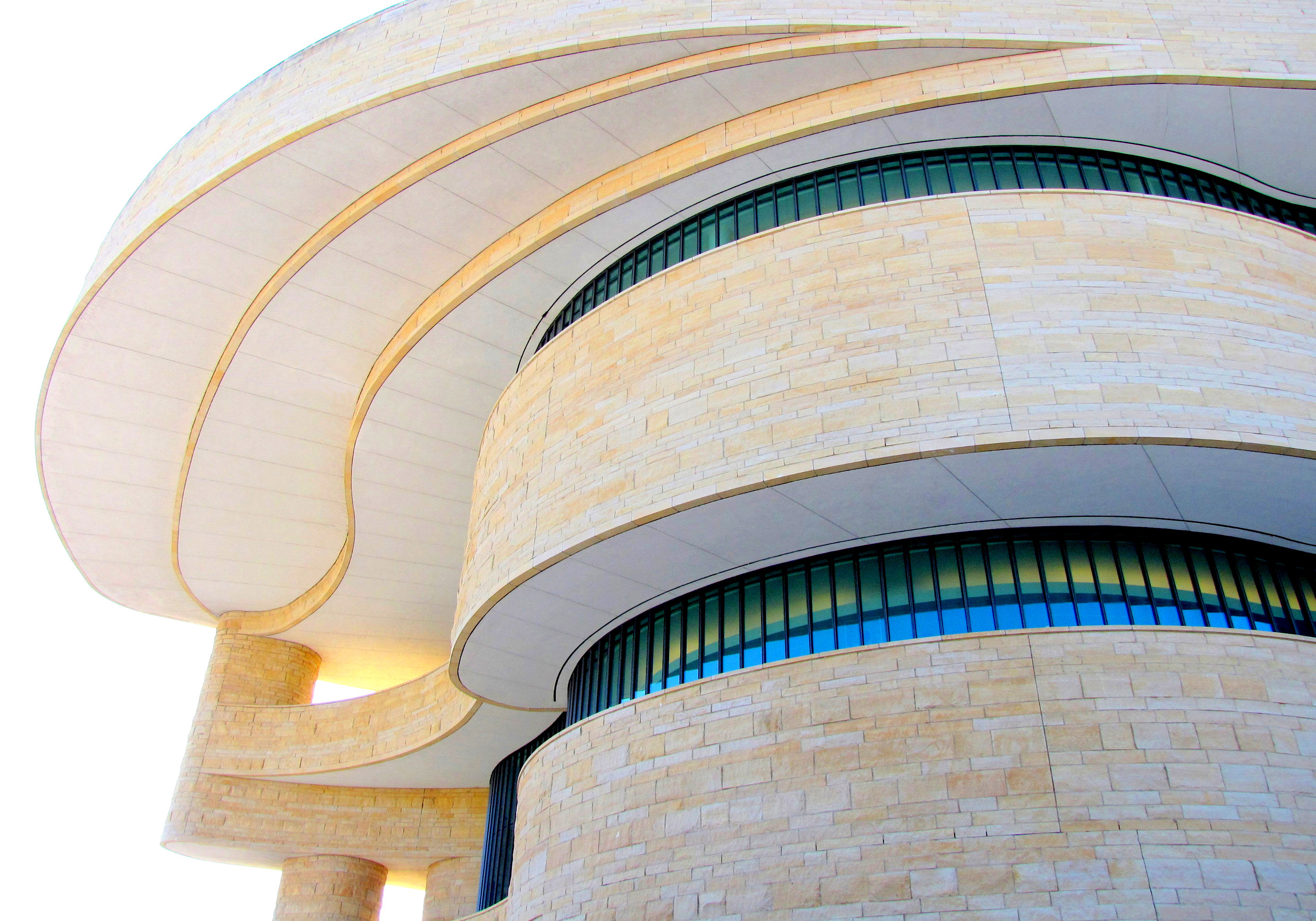
Museo Nacional de los Indios Americanos, EE.UU
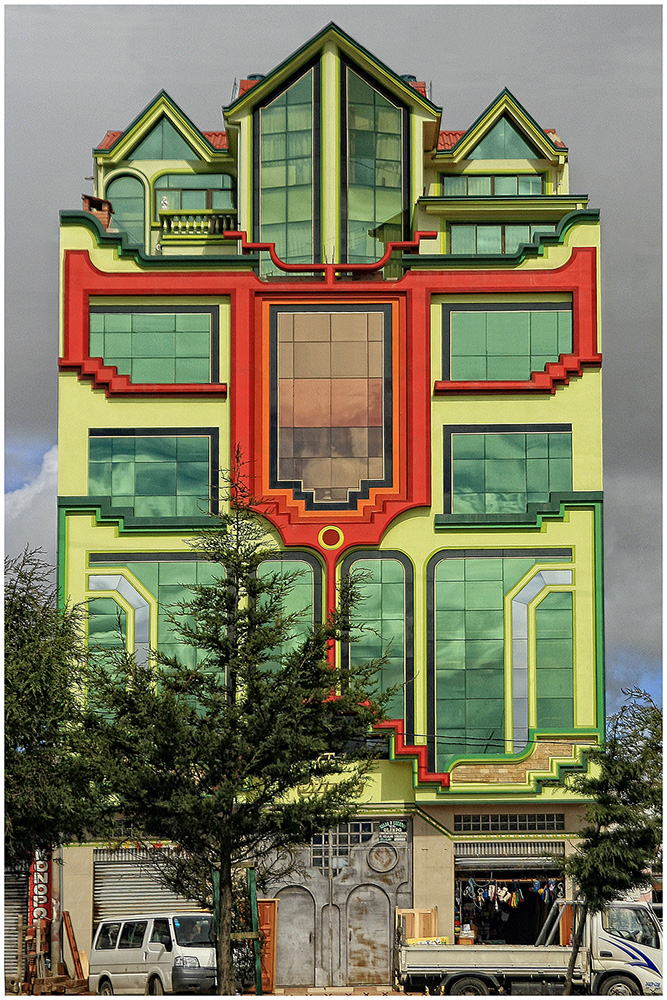
Un cholet en El Alto, Bolivia
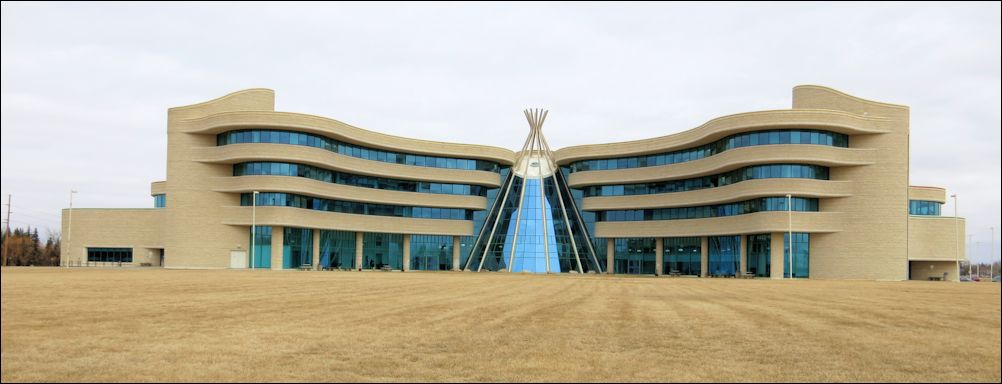
Colegio de las Primeras Naciones, Canada